# Jackie Briggs
John "Jackie" Briggs (27 tháng 10 năm 1924 – tháng 10 năm 1992) là một cầu thủ bóng đá người Anh, thi đấu cho Gillingham từ năm 1946 đến năm 1953.